# Chlorothraupis carmioli
A Chlorothraupis carmioli  a madarak osztályának verébalakúak (Passeriformes) rendjébe és a  kardinálispintyfélék (Cardinalidae) családjába tartozó faj.

## Rendszerezése
A fajt George Newbold Lawrence amerikai üzletember és amatőr ornitológus írta le 1868-ban, a Phoenicothraupis nembe Phoenicothraupis carmioli néven. Egyes szervezetek a Habia nembe sorolják Habia carmioli néven.

## Alfajai
- Chlorothraupis carmioli carmioli (Lawrence, 1868)
- Chlorothraupis carmioli lutescens Griscom, 1927
- Chlorothraupis carmioli magnirostris Griscom, 1927[1]

## Előfordulása
Costa Rica, Nicaragua, Panama és Kolumbia területén honos. Természetes élőhelyei a szubtrópusi vagy trópusi síkvidéki esőerdők, mocsarak, folyók és patakok környékén. Állandó, nem vonuló faj.

## Megjelenése
Testhossza 16 centiméter.

## Természetvédelmi helyzete
Az elterjedési területe nagyon nagy, egyedszáma ugyan csökken, de még nem éri el a kritikus szintet. A Természetvédelmi Világszövetség Vörös listáján nem fenyegetett fajként szerepel.